# Manuel Rubio de Arévalo
Manuel Rubio de Arévalo y Martín (Maqueda, Toledo, 1690 – Quito, Audiencia de Quito, III. 1776) fue un importante funcionario español que se caracterizó por ser oidor de Quito y además servir en dos ocasiones como presidente de la Real Audiencia de Quito. 

## Reseña histórica

### Origen familiar
No se conocen los detalles de su vida familiar o su origan. Sobre su carrera en el servicio público para la corona se sabe que empezó siendo asistente del corregidor de Sevilla y posteriormente el Consejo Real lo aprobó para ejercer como abogado.  Respecto a su vida familiar se casó con Juana Marcheño y Ayala quien nació en 1690. Además tuvieron juntos seis hijos y uno de ellos nació en Quito en 1723. Otro hijo del que existen registros históricos fue Mateo Joaquín Rubio de Arévalo.

### Carrera pública
Su vínculo con Quito iniciaría el 6 de septiembre de 1720, cuando empezó su carrera como oidor en la Audiencia. Un año más tarde pudo viajar el 6 de junio de 1721 para ejercer dicho cargo. Después del fin del mandato del presidente José de Araujo y Río se buscó un sustituto llegando a la conclusión de que Pedro Martínez de Arizala sería el elegido, sin embargo se negó a tomar el puesto. Por esta razón Manuel Rubio sería nombrado como presidente interino, a pesar de que pocos años antes había sido nombrado como oidor de Santafé en 1739. Esto se consumaría un 3 de junio de 1743, cuando empezaría su mandato como presidente interino. Una de las acciones que tomó fue encerrar en Tumbes, en el golfo de Guayaquil al expresidente Araujo, quien posteriormente apelaría y sería compensado porque no encontraron sustento a las acusaciones en su contra en 1746. Como consecuencia de esto, Rubio sería suspendido de su puesto por ocho años y condenado a pagar una multa de 4.000 pesos en 1747, al fin del proceso judicial. Esto afecto de manera importante a su carrera porque no podía ocupar un puesto público. Por esta razón fue restaurado a su puesto en 1757 y después de un breve servicio como presidente interino, tras la muerte del marqués de Selva Alegre en septiembre de 1761, fue jubilado finalmente el 14 de noviembre de 1764.

### Relación con la hacienda Pimán
La hacienda ubicada al norte de Ecuador llamada Pimán, famosa por ser propiedad de dos escritores ecuatorianos destacados, Julio Zaldumbide y Gonzalo Zaldumbide, desde el siglo XVIII fue destacada en la historia de Ecuador. Cuando Manuel Rubio ejerció su cargo ya era octogenario puesto que se había desempeñado desde 1713 como servidor público. Además ya había vivido cerca de cuarenta años en Quito desde que se estableció como oidor. Durante esta etapa temprana compró una extensión grande de tierras cerca de Quito que se registran en las escrituras en cerca de seis mil hectáreas de terreno, ubicadas al noreste de Ibarra.
Al inicio la propiedad no tenía nombre y se encontraba cerca de tribus indígenas que entraban en conflictos periódicamente. Una de sus seis hijas, llamdad Josefa Rubio se casaría con Juan Zaldumbide Ibargoitia, desde entonces esta propiedad pasaría a formar parte de esta destacada familia. Su hijo sería Joaquín Zaldumbide, nacido en 1767 y moriría ya cuando existía la República de Ecuador en 1834 sería un. militar destacado de rango respetable que peleó a favor de la independencia y moriría en la Batalla de Pesillo. Apoyó siempre a Vicente Rocafuerte lo que vincularía a su familia desde entonces al liberalismo ecuatoriano.